# Mysmenopsis palpalis
Mysmenopsis palpalis är en spindelart som först beskrevs av Kraus 1955.  Mysmenopsis palpalis ingår i släktet Mysmenopsis och familjen Mysmenidae. Inga underarter finns listade i Catalogue of Life.